# Taxi 2.
A Taxi 2 2000-ben bemutatott francia akcióvígjáték, a Taxi-filmek második része. Luc Besson forgatókönyvéből Gérard Krawczyk rendezte, a főbb szerepekben Samy Naceri, Frédéric Diefenthal és Marion Cotillard látható.
A film folytatása 2003-ban jelent meg Taxi 3. címmel.

## Cselekmény
Miközben Jean-Louis Schlesser és navigátora, Henri Magne versenyzett, Daniel mögöttük érkezett taxijával, és megpróbálta megelőzni őket. Valójában a lehető leggyorsabban erőszakos összehúzódásokkal rendelkező terhes nőt kell szállítania. Miután elhaladt mellettük, megérkezik a klinikára, de a nő már szül, és Danielnek még egy ideig ott kell várnia. Barátnője, Lily féltékenységi rohamot dob, hallva a nő sikolyait a telefonon. Könyörög Danielnek, hogy ne késsen el, mert úgy döntött, hogy bemutatja őt a szüleinek. Eközben Emilien, miután ismét összetörte a Pirès autósiskola autóját, még mindig megkapja a jogosítványát, a vizsgáztatót, akit másnap Párizsba szállítanak, belefáradva abba, hogy újra és újra kudarcot valljon.
Daniel, aki gyűlöli a rendőrséget és a katonaságot, találkozik Lily szüleivel, Bertineau tábornokkal és feleségével. Úgy tesz, mintha orvostanhallgató lenne, hogy elrejtse taxisofőr helyzetét. Annak érdekében, hogy ne sértse meg, Daniel úgy tesz, mintha érdekelné Bertineau, az algériai háború veteránjának animációs történeteit.
A marseille-i rendőrségen dzsúdóórák vannak. Emilien szembeszáll Petrával, akik mindketten kapcsolatban állnak, és minden alkalommal megverik. Gibert biztos hirtelen behívja őket az irodájába, és tájékoztatja őket, hogy a japán védelmi minisztert, akit "Niak"-nak hív (soha nem tudja helyesen kiejteni a nevét), Marseille-ben fogadják, hogy megnézze a város bandaellenes védelmét, mielőtt a fővárosba menne, hogy aláírja a szerződéseket Franciaországgal az Élysée-palotában. július 14-ét követő napon. Szervez egy műveletet ("Ninja hadművelet") azzal a céllal, hogy hamis támadásokkal lenyűgözze a minisztert a városban tartott kíséret során.
Az ebéd közepén Bertineau tábornok egy hívás után rájön, hogy elfelejtette elmenni a védelmi miniszter leszállásához. Autója azonban balesetet szenved, és 15 percen belül el kell érnie a Marignane repülőtérre. Daniel ezért annak szenteli magát, hogy taxijával időben elhozza őt. Az út során Daniel a megszokott módon irányította a sebességszabályozó járőröket. De amikor megérkeznek a repülőtér közelébe, a gép már leszáll: Daniel rövidebb utat választ, és miután átalakított taxijával átugrotta a kerítést, megérkezik az aszfaltra, és elhozza a tábornokot, hogy a helyszínen üdvözölje a minisztert, Gibert csapata és a francia miniszter már jelen van.
Yakuza azonban messziről figyel, és tervet dolgozott ki a miniszter elrablására. Ezért csúcstechnológiás eszközöket használnak, hogy meghallgassák a rendőrség beszélgetéseit és megismerjék a menet útvonalát. Úgy döntenek, hogy Petrát a miniszteren kívül azért is elrabolják, mert látták, hogy leszálláskor japánul beszél, miközben ő a minisztérium utasításait követte (amit Gibert valójában nem olvasott el!). A Yakuza ezért a Mitsubishi Lancer Evolution 6 autóival indul.
Az üdvözlő koktél alatt Émilien meglátogatja Danielt, mert Bertineau tábornok meghívja őt. Daniel vonakodik részt venni egy koktélpartin, amelyet rendőrök és katonák vesznek körül, és végül elfogadja, mert nem szabad haragudnia leendő apósára. Ez utóbbitól szívességet kap, amiért időben a repülőtérre vitte. Eközben megkezdődik a nindzsa hadművelet: Gibert megpróbálja rávenni a minisztert, hogy igyon, hogy kevésbé reagáljon, és bemutatnak egy autót, a Cobrát (amely egy módosított és páncélozott Peugeot 605): ebben az autóban a miniszter veszi át a helyét. A bemutató során azonban egy kezelési hiba miatt az összes légzsák felfújódik és megfullad a vezető. Bertineau ezért azt tanácsolta a francia miniszternek, hogy bízza Danielre a magatartást. Ez utóbbi elfogadja, bár vonakodva, és utasításokat kap Giberttől, akit az autó motorjának gyújtása és megszakítása jellemez (akinek hangutasítása "Ninja", kikapcsolására pedig "Niak", a biztos által a japán miniszter jelölésére használt szó).
Daniel ezért felveszi a sofőr szerepét, és betű szerint követi a műveletet. Megragadja az alkalmat, hogy megfesse a rendőrség kevésbé dicsérő portréját a szórakozott japán tolmácsnak. A menet találkozik az első hamis támadással, amelynek során a rendőrség kiveszi a "felszerelést", hogy "semlegesítse" az "agresszorokat", még akkor is, ha az utóbbi rakétát lő ki a Cobra-ra, amelyet az Atlas rendszer eltérít (a rakéta a tenger közepén egy hajóba ütközik). Ez a támadás lenyűgözte a japán minisztert, és a menet ismét elindult a következő támadásra. Abban a pillanatban azonban a Yakuza úgy dönt, hogy cselekszik: sikerül csapdába ejteniük a Cobrát, levágják a tetőt és elrabolják egy hosszú katapultáló eszközzel, és visszaszerzik túszukat az A557-es autópályán, ahol a csapat parkol (miután korábban balesetet okoztak a forgalom megszakítására). Ugyanakkor Petrát, aki Emiliennel volt egy közeli használaton kívüli épületben, szintén elfogják a nindzsák, miközben a fürdőszobában volt. Emilien, aki éppen bevallotta szerelmét, úgy dönt, hogy üldözi a nindzsákat, de ismét egy szemetesben találja magát, miközben három másik rendőrt ütnek.
A törvényszéki rendőrségnek túl sokáig tart a cselekvés, ezért Emilien Danieltől kéri a szakértelmét: miután felismerte az autókat, és a gumiabroncsok halszagának köszönhetően úgy gondolja, hogy a Yakuza bázist hozott létre a kikötőben. Erről értesülve Gibert elbocsátja a törvényszéki rendőrséget, és műveletet szervez a bűnözők elfogására egy raktárban. De ez a művelet kudarc volt, mert a Yakuza már elhagyta Párizsba. Több órás várakozás után, amelyet Gibert furcsa körhintája jellemez, aki "bemelegszik" a műveletre, a támadás akkor indul, amikor Marco és Rachid, két tolvaj (akiknek semmi közük a Yakuza-hoz), akiket már az előző opusban láttak, betörnek a raktárba. Gibert Émilien hibája miatt egy esés után lebénul, ezért mentővel kórházba szállítják. Megkérte Emilient, hogy kössön kötélcsomót, hogy megfélemlítse, ami meg is történt, de az utóbbi rossz kötelet készített.
Daniel és Émilien a kórházban várják, hogy Gibert felépüljön, amikor Yuli, egy japán rendőr és a miniszter testőre tájékoztatja őket a helyzetről: a Yakuza, amelyet Japánból a nagyon konzervatív Yuke Tsumoto vezet, hipnotizálni akarja a minisztert, hogy támadást hajtson végre Párizsban a július 14-i felvonulás során, hogy diplomáciai incidenst provokáljon ki, és legalább 10 szerződést felbontson Év. Daniel felhasználja kapcsolatait Pizza Joe-val (a céggel, ahol az első film elején dolgozott), hogy megtudja a Yakuza párizsi rejtekhelyét, és szívességét arra használja, hogy megkérje Bertineau -t, hogy segítsen neki Párizsba vinni őket egy katonai repülőgéppel. Míg Lily türelmetlenül várja, hogy Daniel visszatérjen a szülei házába, a taxit másnap reggel ejtőernyővel ledobják a főváros utcáira. Amikor megérkezik a földre, a taxi a Pirès autósiskolával szembesül, amelynek első napját kezdő oktatója felismeri egykori tanítványát.
Így hát elmennek a Yakuza odújába (egy építés alatt álló épületbe), hogy megmentsék a minisztert és Petrát. Emilien úgy dönt, hogy a headsetet használja, amelyet Petra a nindzsa hadművelet során vett fel, hogy kommunikáljon vele, és így bajt okozzon a hipnózis során. A rendőr ezután beszivárog és sikerül kiszabadítania Petrát, majd Petra és Yuli karate technikákkal megszabadulnak a két hipnotizőrtől és három álarcos gengsztertől. Emilien rájön, hogy a fegyver, amit a nindzsákra mutatott, elsült: Petra attól félt, hogy megsérül, mert annyira ügyetlen. Emilien, Yuli, Petra és a miniszter az építkezés lefolyócsövén keresztül evakuálják az épületet. Eközben Danielt sietve felkeresi az ügyfél, akivel az előző filmben találkozott, de ezúttal nem tud segíteni neki...
Miután a miniszter és Petra kiszabadultak, a taxit gyorsan üldözi a három Mitsubishi Párizs utcáin. Mivel egyedül nem tud megszabadulni tőle (bár a három autó közül az egyiket szétválasztják, és eltéved, és arra kényszerítik, hogy kövesse a RER nyomait, hogy visszatérjen Párizsba), Daniel először úgy dönt, hogy provokálja a párizsi rendőrséget, hogy akadályozza őket. De hamarosan a rendőrséget csapdába ejtették a japánok, és hatalmas rendőrautósbalesetti káoszt okoztak a Bir Hakeim hídnál, így a taxi ismét egyedül maradt.
Daniel ezért arra kéri Bertineau tábornokot, hogy katonai kapcsolatait felhasználva állítson csapdát a jakuzának: a felvonuláson jelen lévő tankoknak öt perc alatt el kell torlaszolniuk az alagút kijáratát a Porte Dauphine-nál. A katonák éppen időben érkeznek, és Danielnek sikerül taxija szárnyaival átrepülnie a tankok felett, ugyanúgy, mint a Marignane repülőtéren. A Yakuzák csapdába esnek és letartóztatják őket. Danielnek ezután felajánlottak egy sofőri állást Japánban, de ő visszautasította. Továbbá, amikor le kell tennie a minisztert az elnöki emelvénynél, a taxi önmaga ellenére a katonai parádén találja magát, Lily, Gibert biztos (még mindig a kórházi ágyában) vagy Chirac elnök és miniszterelnöke, Lionel Jospin nagy meglepetésére.

## Szereplők
| Szereplő                 | Színész                | Magyar hang         |
| ------------------------ | ---------------------- | ------------------- |
| Daniel Morales           | Samy Naceri            | Görög László        |
| Émilien Coutant-Kerbalec | Frédéric Diefenthal    | Kerekes József      |
| Lilly Bertineau          | Marion Cotillard       | Orosz Helga         |
| Petra                    | Emma Sjöberg           | Timkó Eszter        |
| Gibert                   | Bernard Farcy          | Várkonyi András     |
| miniszter                | Marc Faure             | Kristóf Tibor       |
| Marco                    | Sébastien Pons         | Kálloy Molnár Péter |
| Alain                    | Edouard Montoute       | Kapácsy Miklós      |
| Rachid                   | Malek Bechar           | Barabás Kiss Zoltán |
| vezetésoktató            | Sébastien Thiery       | Breyer Zoltán       |
| utas                     | Philippe Du Janerand   | Uri István          |
| Bertineau tábornok       | Jean-Christophe Bouvet | Balázs Péter        |
| Madame Bertineau         | Frédérique Tirmont     | Hámori Ildikó       |
| doktor                   | Richard Guedj          | Vizy György         |
| terhes nő                | Miren Pradier          |                     |
| terhes nő férje          | Michel Muller          | Barát Attila        |
| hajótulajdonos           | Luc Besson             |                     |
| önmaga                   | Jean-Louis Schlesser   | Imre István         |
| önmaga                   | Henri Magne            | Szokol Péter        |
| önmaga                   | Jacques Chirac         | Kajtár Róbert       |
| önmaga                   | Lionel Jospin          |                     |
| Yuli                     | Tsuyu Shimizu          |                     |

## Díjak
- 2000 – Cabourg Romantic Film Fesztivál Legjobb új színésznő kategóriában Marion Cotillard